# Kuhnia scombri
Kuhnia scombri är en plattmaskart. Kuhnia scombri ingår i släktet Kuhnia och familjen Mazocraeidae. Inga underarter finns listade i Catalogue of Life.